# Jacobikerk (Utrecht)
De Jacobikerk is een kerk in de Nederlandse stad Utrecht. Zij was oorspronkelijk een van de vier middeleeuwse parochiekerken van de stad (de andere waren de Buurkerk, de Nicolaïkerk en de Geertekerk) en is sinds de Hervorming in gebruik bij de Nederlandse Hervormde Kerk, thans de Protestantse Kerk in Nederland. In de 15de eeuw woonde Alyt Ponciaens enkele jaren als kluizenares binnen de muren van de kerk. De kluis waarin zij woonde bestaat nog.

## Geschiedenis
De patroonheilige van de Jacobikerk was Jakobus de Meerdere, en de kerk werd dan ook aangedaan door pelgrims op weg naar Santiago de Compostella. Tegenwoordig herinnert de windvaan op de toren in de vorm van een sint-jakobsschelp, en de vele in de kerk voorkomende Jakobsschelpen nog aan dit verleden.
De kerk is ontstaan in een kleine handelsnederzetting aan een tak van de Rijn, even noordelijk van de handelswijk Stathe, die in de 12e eeuw binnen de omwalling van Utrecht werd opgenomen. In 1173 wordt de kerk voor het eerst genoemd. Het huidige gebouw is gebouwd aan het eind van de 13e eeuw. De kerk werd tussen 1330 en 1460 in fasen uitgebreid om tegemoet te komen aan de steeds groeiende bevolking. Uiteindelijk is de toren rond 1400 ingebouwd geraakt door de omringende schipbeuken. De toren kreeg in 1410 een zeer hoge naaldspits. De oudste delen van de kerk dateren uit de 13e eeuw, maar de huidige vorm als een geheel in steen overwelfde hallenkerk dateert uit de 15e eeuw.
In 1566 vond ook in de Jacobikerk een Beeldenstorm plaats. Vlak daarvoor was er bij de Antwerpse geelgieter Jan de Clerk, een nieuw koorhek besteld in Renaissancestijl. Vanwege de reformatie is alleen het hoofdkoor vervangen. Tijdens de Opstand, bij het beleg van kasteel Vredenburg in 1576-1577 raakten de zuid- en westzijde van de toren door beschieting beschadigd. In deze roerige tijden was Hubert Duifhuis, een voormalig katholiek pastoor, predikant van de Jacobigemeente. In 1580 werd de kerk definitief protestants.
De zeer ranke torenspits (reikend tot ca. 80 m) woei om tijdens de zomerstorm van 1674. Hierbij ging ook de beiaard uit ca. 1650, van de gebroeders Hemony, verloren. De spits stortte met carillontorentje door het dak en het stenen gewelf heen. Het gewelf werd nadien niet hersteld, maar vervangen door de nog aanwezige houten zoldering. Mogelijk zijn de grote draagbalken van deze zoldering afkomstig uit het ingestorte schip van de Domkerk. De torenspits werd evenmin hersteld, maar vervangen door een laag tentdak. Het tentdak werd in 1812 afgeplat om als seinpost te kunnen dienen voor het Franse leger.
Pas in 1953 werd een nieuwe spits gebouwd, aanmerkelijk lager dan de oorspronkelijke. De toren is nu 63 meter hoog.
In 1975-76 is de kerk, tegelijk met vijf andere oude binnenstadskerken grondig gerestaureerd en gerenoveerd.
De kerk is momenteel in gebruik bij de Wijkgemeente Jacobikerk van de Protestantse Gemeente Utrecht (PGU) en rekent zich tot de modaliteit van de Gereformeerde Bond.

## Exterieur
Aan de zuidzijde van de kerk is de oudste nog bestaande zonnewijzer van Nederland te zien, gedateerd 1463. Het is daarmee een van de oudste nog bestaande zonnewijzers van Europa. Aan de zuidelijke topgevel van het transept bevindt zich een 18de-eeuwse zonnewijzer.
In de toren hangen vijf luidklokken, waarvan de grootste, de 4000 kg wegende Salvator, in 1479 vervaardigd werd door Steven Butendiic. De andere dateren uit de 20e eeuw.
Aan de zuidzijde van de kerk is in de spouwmuur van het transept een kluizenaarscel bewaard gebleven. Hier woonde tussen ca. 1460 en 1490 de kluizenares Alyt Ponciaens. Kluizenaressen waren er meer in het laat-middeleeuwse Utrecht. De bekendste was Suster Bertken die zich in de Buurkerk had laten insluiten.

## Interieur
De kerk bevat bijzondere hekken voor de koren en voor de Andreaskapel. Voor de koren staat een koperen koorhek. De laat-gotische gedeelten voor OLV-koor (noord) en Heilig Kruiskoor (zuid) dateren uit de jaren 1516 tot 1519 en zijn vervaardigd door de Mechelse geelgieter Jan van den Ende. Het middendeel voor het hoofdkoor is in Renaissancestijl, en is in de 16e gemaakt door de Antwerpse geelgieter Jan de Clerk. De eikenhouten preekstoel dateert van rond 1560. Het hek voor de Andreaskapel is ook gemaakt door de Mechelse geelgieter Jan van den Ende (Jan van Ende). Het is beschilderd in de kleuren van het wapen van de familie Panthaleon van Eck. Het beeldt in hout en ijzer Psalm 22 uit, een van de boetepsalmen.
De doopvont is van de Utrechtse beeldhouwer Pieter d'Hont en is in 1976 neergezet.

### Orgel
De oudste delen van het orgel stammen uit ongeveer 1510 en zijn vervaardigd door Gerrit Pietersz. Veel pijpwerk werd in 1742 vervangen door Rudolf Garrels. De orgelkast is in zijn huidige vorm vooral een product van Abraham Meere uit de jaren 1819-1823. Het instrument heeft 33 registers: 13 op het hoofdwerk, 15 op het rugpositief en 5 op het pedaal.

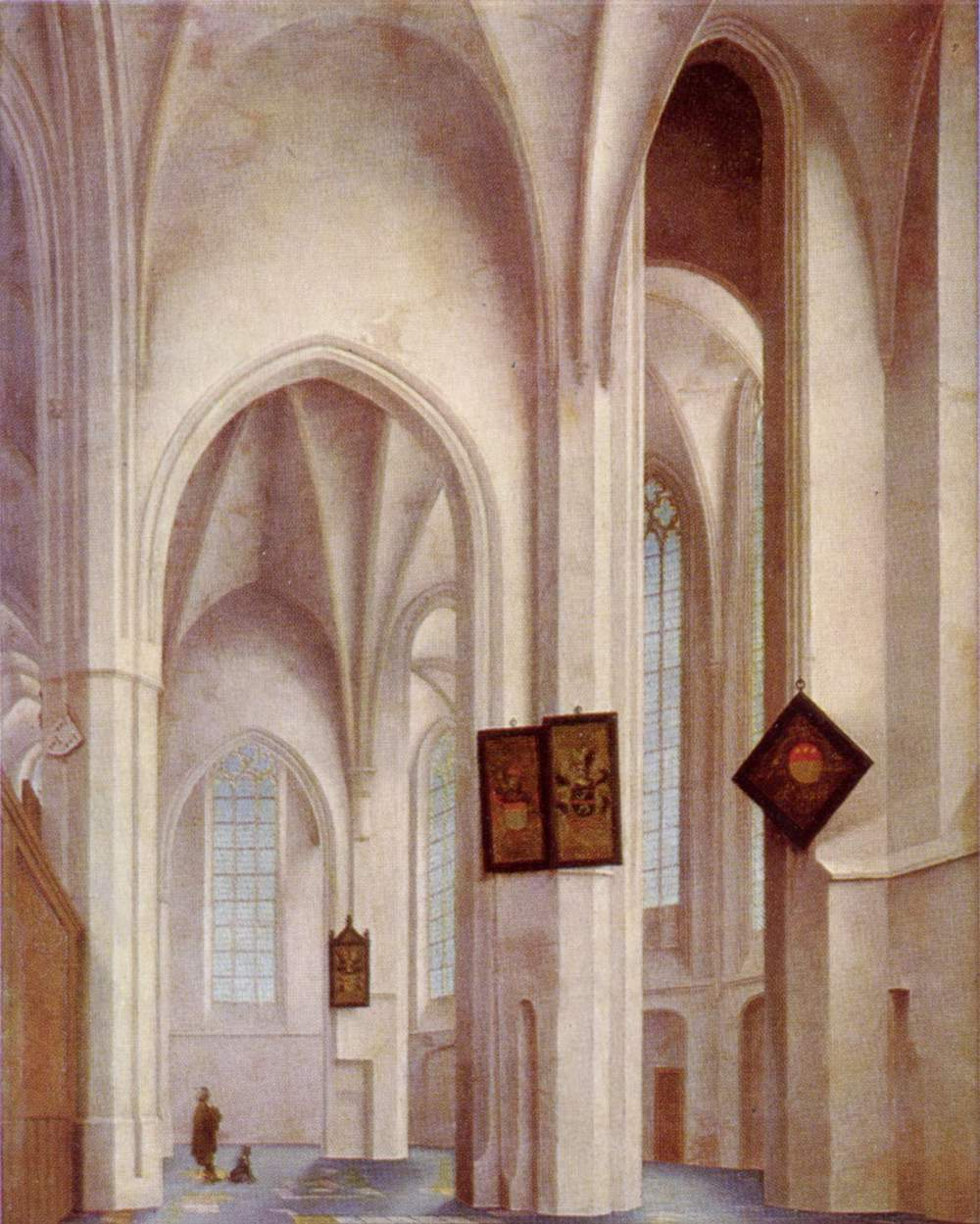
Interieur van de Jacobikerk, door Pieter Saenredam
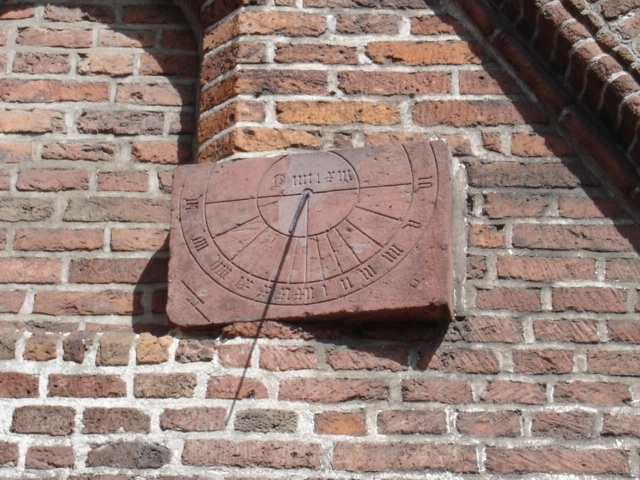
Zonnewijzer uit 1463